# Герб Спас-Деменского района
Герб муниципального района «Спас-Деме́нский район» Калужской области Российской Федерации — является официальным символом муниципального района «Спас-Деменский район».
Герб утверждён Решением № 296 Районного Собрания МО «Спас-Деменский район» Калужской области 28 января 2008 года.
Герб подлежит внесению в Государственный геральдический регистр Российской Федерации.

## Описание герба
Описание герба, утверждённое 28 января 2008 года, гласило:

«Площадь герба разделена почётной фигурой „опрокинутое стропило“ серебряного цвета на два поля: верхнее — красное (червлёное), нижнее — зелёное, на красном поле расположен золотой крест».

Описание герба, утверждённое 18 июня 2008 года, гласит:

«В зелёном поле опрокинутое пониженное по сторонам и отвлечённое в вершине серебряное стропило, заполненное червленью, сопровождаемое во главе золотым крестом».

## Символика герба
Красный цвет символизирует жизнеутверждающую силу, труд, храбрость и мужество, проявленные спас-деменцами в многочисленных войнах на Спас-Деменской земле и за её пределами.
Зелёный цвет символизирует сельское хозяйство, в котором многие годы была занята значительная часть населения района, изобилие леса на территории района, надежду и изобилие.
Золото символизирует богатство, справедливость, стабильность, великодушие.
Серебро символизирует доброту, чистоту, веру и совершенство.
Изображение креста на красном поле символизирует верность, умеренность, благоразумие, спасение и благополучие.